# João Pedro Junqueira Jesus
João Pedro Junqueira Jesus, conhecido como João Pedro (Ribeirão Preto, 26 de setembro de 2001), é um futebolista brasileiro que atua como centroavante. Atualmente joga pelo Chelsea.

## Infância e Vida Pessoal
João Pedro nasceu em Ribeirão Preto, filho de Flávia Junqueira e José João de Jesus, mais conhecido como Chicão, futebolista do Botafogo-SP. 
Em 2019, enquanto ainda jogava pelo Fluminense, o atacante começou um relacionamento com a atriz, e torcedora do Tricolor, Mel Maia. O casal esteve junto até 2020, quando se separaram após o jovem assinar com o Watford.
No final do mesmo ano, João consumou seu casamento com a influenciadora Carol Assis. Na época, ambos tinham quase a mesma idade, com Pedro prestes a completar 19 anos e com sua esposa já tendo essa idade. Em abril de 2022, o casamento chegou ao fim, sendo anunciado na rede social de Carol.

## Carreira

### Fluminense

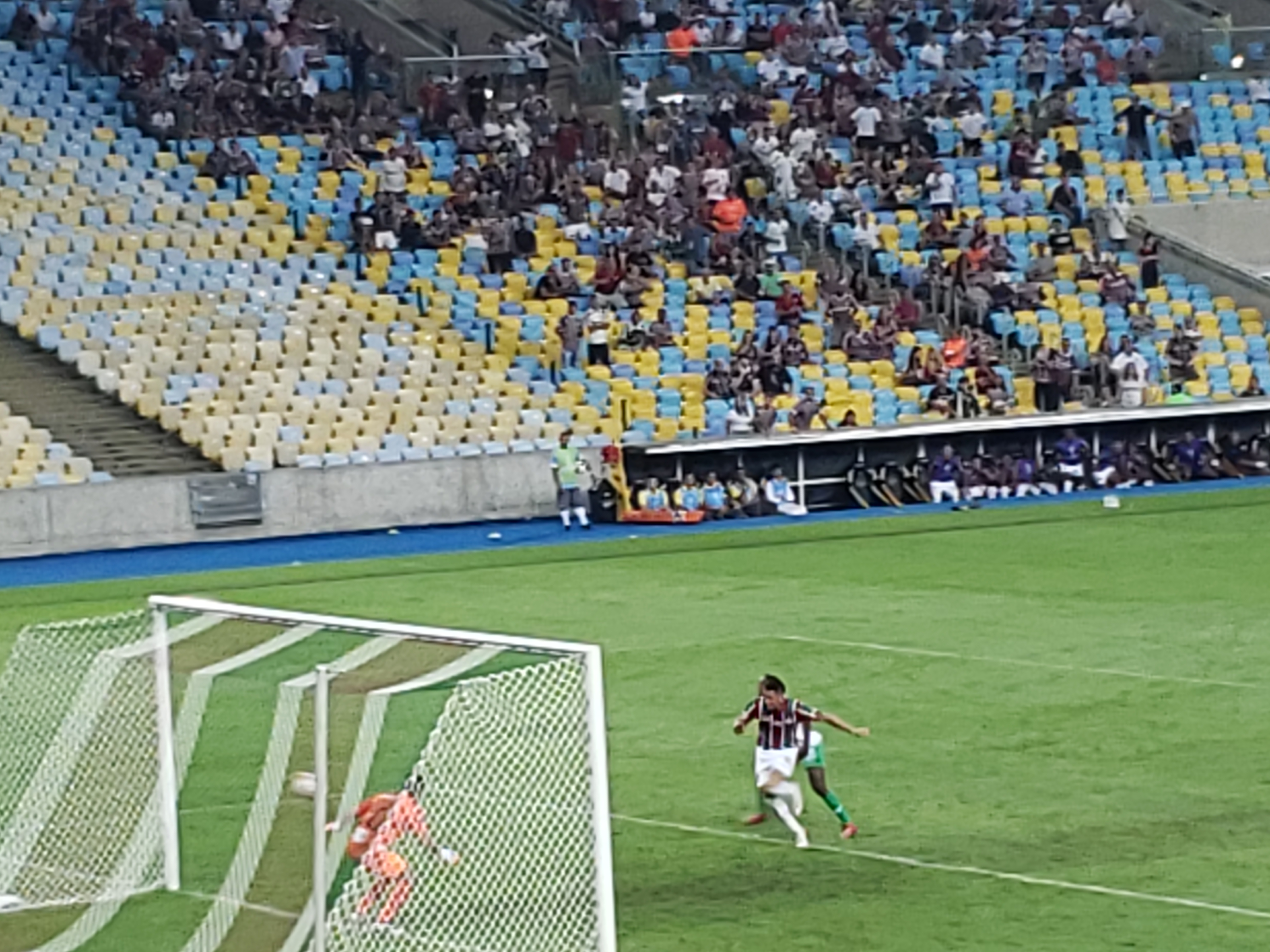
João fazendo um gol no Atlético Nacional em 2019.

Em 2011, João Pedro juntou-se às categorias de base do Fluminense, se mudando, com a sua mãe, para o Rio de Janeiro. À medida que avançava ao longo dos escalões da formação, deixou de jogar de volante (como o seu pai), tornando-se ponta e, posteriormente, centroavante.
A 19 de outubro de 2018, antes de João Pedro ter sequer feito a sua estreia profissional, o Watford, clube da Premier League, fechou um acordo com o Fluminense para a contratação do jovem em janeiro de 2020, com um contrato de 5 anos para João.
A 28 de março de 2019, João Pedro fez a sua estreia profissional pelo Fluminense, entrando como reserva nos acréscimos de uma derrota por 2–1 frente ao rival Flamengo, num jogo do Campeonato Carioca.
Um mês depois, a 29 de abril, o jovem fez a sua estreia no Brasileirão, entrando novamente como suplente nos minutos finais de uma derrota por 1–0 frente ao Goiás. Nos 4 jogos seguintes, João Pedro marcou 7 gols, incluindo um hat-trick numa vitória por 4–1 sobre o Atlético Nacional na Copa Sul-Americana.

### Watford

#### 2019–20
A 30 de outubro de 2019, foi anunciado que João Pedro tinha recebido o seu visto de trabalho do Reino Unido, permitindo que assinasse pelo Watford em janeiro de 2020.
O atleta não teve muito espaço durante o período que debutou na Premier League. Sua equipe foi rebaixada ao final da temporada com o atleta tendo feito somente 3 partidas com o time de Vicarage Road durante o Campeonato Inglês. Pelas Copas, o jogador apenas fizera 2 jogos de FA Cup, onde também não estufou as redes.

#### 2020–21
Em 26 de setembro de 2020, no seu 19º aniversário, marcou o seu primeiro gol pelos Hornets, numa vitória por 1–0 sobre o Luton Town, numa partida do Championship.
Na sua segunda temporada, o jogador obteve destaque individual ao marcar 9 gols em suas partidas de segunda divisão inglesa. Com seus gols, o brasileiro contribuiu para que a equipe alcançasse a segunda colocação na Liga e obtivesse o acesso à Premier League novamente.

#### 2021–22
A 20 de novembro de 2021, João Pedro marcou o seu primeiro gol na Premier League, numa vitória por 4–1 sobre o Manchester United, dedicando o gol ao seu falecido padrasto, Carlos Júnior. A 15 de janeiro de 2022, João Pedro marcou aos 88 minutos de uma partida frente ao Newcastle United, garantindo o empate por 1–1.
Apesar do retorno, e de seus 3 gols na primeira divisão inglesa, o time novamente sofreu no decorrer das partidas e teve de ser rebaixado novamente à Championship. O resultado negativo também se repetiu nas copas, onde João jogou apenas uma partida da Copa da Inglaterra, fazendo um gol, mas que terminou em uma goleada do Leicester City por 4-1.

#### 2022–23
Em sua melhor temporada com a camisa do time, João Pedro fizera 11 gols em 35 partidas. O atleta, mesmo jovem, conseguiu adquirir a braçadeira de capitão em alguns jogos do clube inglês durante aquela temporada. Contudo, mesmo com seu bom desempenho individual, o brasileiro não pôde ajudar o Watford a conseguir o acesso à Premier League como outrora.
A temporada de destaque do brasileiro fez com que ele conseguisse ser convocado para uma partida de Seleção Brasileira e também ser cogitado por outras equipes da Inglaterra. Ele deixou o Watford ao findar dessa temporada, tendo feito 24 gols em 109 jogos.

### Brighton & Hove Albion

#### 2023–24
A 5 de maio de 2023, o Brighton & Hove Albion, da Premier League, anunciou a contratação de João Pedro ao Watford, por uma quantia não revelada. Segundo a comunicação social, a taxa de transferência rondou os 30 milhões de libras, tornando-o a contratação mais cara da história dos Seagulls.
Ele fez sua estreia no jogo de abertura da temporada em 12 de agosto, começando a partida e mais tarde marcando a partir do ponto na vitória por 4-1 em casa sobre o Luton Town. O atleta seguiu sua campanha tendo boas participações contra equipes tradicionais, fez um gol no Manchester United; um bis contra o Nottingham Forest; um diante o Chelsea; outro doblete contra o Tottenham; e mais tentos solitários contra Crystal Palace e, por fim, Aston Villa.
João foi uma peça ofensiva importante na equipe de Roberto De Zerbi, e concluiu sua passagem na Liga Inglesa com nove gols em 31 partidas. Em entrevista, o treinador italiano elogiou seu jovem atacante brasileiro pela forma como ele fazia seus importantes gols ao longo da época:
| “                            | João Pedro me encanta, e sei do seu potencial. Sei como pode melhorar e ser importante para nós. Mas o mérito é do clube. O departamento de contratações me disse o nome de João, e não o conhecia antes que viesse jogar para nós. | ” |
| — De Zerbi sobre João Pedro. | |   |

Após uma precoce eliminação para o Chelsea na Copa da Liga, João estreou na Copa da Inglaterra fazendo dois gols contra o Stoke City. Seguindo na competição, o Brighton venceu o Sheffield United por 5 a 2 em 27 de janeiro de 2024, e João Pedro anotou um triplete. O brasileiro não pôde jogar o jogo seguinte por conta de uma lesão na coxa e os Seagulls foram eliminados pelo Wolverhampton Wanderers.
Seu melhor desempenho, contudo, ocorreu na Liga Europa da UEFA de 2023–24. O brasileiro fizera uma ótima Fase de grupos e marcou seis gols em seis jogos, com destaque para seu doblete no debut contra o AEK FC. A lesão na coxa o tirou das duas partidas das oitavas de final contra a Roma e o clube foi eliminado sem o artilheiro em campo.
Mesmo tendo feito apenas 436 minutos em campo, seus seis gols mantiveram o jogador na liderança da artilharia da competição por algum momento. No entanto, Romelu Lukaku e Pierre-Emerick Aubameyang conseguiram superar o número de gols do sul-americano e impediram que ele terminasse como o artilheiro.
João terminou sua primeira temporada com 20 gols e três assistências em 40 jogos, tendo feito dez tentos de pênaltis. Sua porcentagem de conversão era altamente positiva, tendo errado apenas um nos biênios de 2023 e 2024.
Sob o comando de De Zerbi, João também se caracterizou pela sua intensa movimentação no campo, tranando-se um jogador de difícil marcação, pois ia contrário ao centroavante posicional. Essa maneira de performar levou o treinador a colocá-lo em algumas posições alterativas, com foco na ponta esquerda e no meio de campo, mas sendo, essencialmente, colocado como o camisa 9. Na época seguinte, Fabian Hürzeler, substituto de Zerbi, posicionaria Pedro atrás de Danny Welbeck, tornando o brasileiro um meia-atacante.
| “                                      | [...] Eu não sou um 9 de ficar só na área. Eu também saio, gosto do um-contra-um, de dar assistências, fazer gol. Então, eu acho que isso incomoda os zagueiros, que estão mais acostumados àquele cara mais posicional, que fica na área esperando a oportunidade de fazer gol. Então, sim, eu acredito que eu procuro sempre estar ajudando meu time, defensivamente ou com a posse de bola. Acredito que isso seja uma pulga atrás da orelha deles | ” |
| — João Pedro sobre seu estilo de jogo. | |   |

#### 2024–25
João tivera novamente um bom começo de temporada, dessa vez com sua nova posição sob o comande de Fabian. Na segunda e terceira rodada da Premier League, tratou de estufar as redes do Manchester United e do Arsenal e ajudou o clube a manter uma invencibilidade de cinco jogos. Na quinta rodada da Liga, recebeu uma forte entrada de Morgan Gibbs-White e teve de sair de campo com apenas 19 minutos.
A lesão o tirou de diversas partidas, com o atacante voltando apenas na 11ª rodada, onde conseguiu comandar a vitória de virada contra o Manchester City, fazendo um gol e dando uma assistência, garantindo o placar de 2–1. No jogo seguinte, repetiu o feito diante o Bournemouth garantindo também o mesmo placar.
João permaneceu atuando regularmente com o clube inglês e chegou a marca de 10 tentos na mesma edição. Seu principal momento ocorreu na 32ª rodada, onde marcou um doblete no Leicester City em um empate de 2–2. No jogo seguinte, em derrota ao Brentford por 4–2, o brasileiro performou apenas 61 minutos e foi expulso após uma conduta violenta com um jogador adversário.
Essa foi sua última partida pela equipe e o brasileiro concluiu a época com 10 gols e sete assistência em 30 jogos somadas todas as competições. Demasiado destaque levou o brasileiro a constar novamente na Seleção Brasileira, agora comandada por Carlo Ancelotti, e também fez com que João fosse cogitado no Chelsea para próxima época.

### Chelsea
Em 2 de julho de 2025, o Chelsea anunciou a contratação do atacante João Pedro. O jogador assinou com a equipe com a equipe inglesa um contrato válido até 2033. Sua transferência gira em torno de 55 milhões de libras (R$ 415 milhões), e tem a possibilidade de bônus por metas alcançadas que podem render mais 5 milhões de libras (R$ 38 milhões).
João teve impacto imediato após sua chegada ao clube de Londres. Abdicando de suas férias, o brasileiro rumou aos Estados Unidos para performar no Mundial de Clubes FIFA de 2025, onde jogou por 36 minutos na vitória por 2–1 diante o Palmeiras nas quartas de final. No jogo seguinte, contra o Fluminense, foi titular e marcou dois gols contra o seu ex-clube no triunfo por 2–0. Em respeito ao clube carioca, não comemorou nenhum dos tentos.
Na final, foi novamente exemplar ao fazer o último gol na vitória por 3–0 diante o Paris Saint-Germain e comemorou seu primeiro troféu com a equipe inglesa em menos de um mês vestindo a camisa 20 dos Blues.

## Seleção Brasileira
No dia 6 de novembro de 2023, João Pedro foi convocado pelo técnico Fernando Diniz para os confrontos das Eliminatórias da Copa do Mundo de 2026 contra a Colômbia e Argentina.

## Estatísticas de Carreira
- Atualizado até 22 de abril de 2023[66]

| Clube                  | Temporada         | Campeonato        | Campeonato | Campeonato | Taça  | Taça | Taça da Liga | Taça da Liga | Competições Continentais | Competições Continentais | Outros | Outros | Total | Total |
| Clube                  | Temporada         | Liga              | Jogos      | Gols       | Jogos | Gols | Jogos        | Gols         | Jogos                    | Gols                     | Jogos  | Gols   | Jogos | Gols  |
| ---------------------- | ----------------- | ----------------- | ---------- | ---------- | ----- | ---- | ------------ | ------------ | ------------------------ | ------------------------ | ------ | ------ | ----- | ----- |
| Fluminense             | 2019              | Brasileirão       | 25         | 4          | 4     | 2    | —            | —            | 4                        | 3                        | 4      | 1      | 37    | 10    |
| Watford                | 2019–20           | Premier League    | 3          | 0          | 2     | 0    | 0            | 0            | —                        | —                        | —      | —      | 5     | 0     |
| Watford                | 2020–21           | Championship      | 38         | 9          | 1     | 0    | 1            | 0            | —                        | —                        | —      | —      | 40    | 9     |
| Watford                | 2021–22           | Premier League    | 28         | 3          | 1     | 1    | 0            | 0            | —                        | —                        | —      | —      | 29    | 4     |
| Watford                | 2022–23           | Championship      | 35         | 11         | 0     | 0    | 0            | 0            | —                        | —                        | —      | —      | 35    | 11    |
| Watford                | Total             | Total             | 104        | 23         | 4     | 1    | 1            | 0            | —                        | —                        | —      | —      | 109   | 24    |
| Brighton & Hove Albion | 2023–24           | Premier League    | 31         | 9          | 2     | 5    | 1            | 0            | 6                        | 6                        | —      | —      | 40    | 20    |
| Brighton & Hove Albion | 2024–25           | Premier League    | 3          | 2          | 0     | 0    | 0            | 0            | 0                        | 0                        | —      | —      | 3     | 2     |
| Total de Carreira      | Total de Carreira | Total de Carreira | 163        | 38         | 10    | 8    | 2            | 0            | 10                       | 9                        | 4      | 1      | 189   | 56    |

1. ↑  Inclui Copa do Brasil, FA Cup
2. ↑  Inclui EFL Cup
3. ↑  Jogos na Copa Sul-Americana
4. ↑  Jogos no Campeonato Carioca

## Títulos
Chelsea
- Copa do Mundo de Clubes da FIFA: 2025[64]